# Клуга
Клуга (латис. Klūga; також Клугупе, Клугупіте, в середній течії Гравелюпе, Граверупе) — річка у Латвії. Права притока Венти. Протікає в муніципалітеті Салдус і муніципалітеті Кулдига.
Тече в північно-західному напрямку. Найбільші притоки - Гайдупе, потік Гараїс та інші. Впадає до Венти біля Пумпурі. Річку перетинає національна траса Р107 (Скрунда – Езере).